# Danh sách vua Albania
Danh sách vua Albania bao gồm cả tước hiệu vương công/thân vương, công tước và despotes trong lịch sử Albania.

## Vương công Albania (1190–1255)

### Nhà Progon
- Progon (1190–1198)
- Gjin Progoni (1198–1208)
- Dhimitër Progoni (1208–1216)

### Số khác
- Grigor Kamona (1216–1253)
- Gulam (1253–1255)

## Vua Albania (1272–1294)

### Nhà Angevin
- Charles I (1272–1285)
- Charles II (1285–1294)

Charles II đã giao lại quyền lợi xứ Albania của mình cho người con trai Philip II vào năm 1294. Philip II trị vì với tư cách là "Vua của Vương quốc Albania".

## Vua của Vương quốc Albania (1294–1332)

### Nhà Angevin
- Philip I (1294–1332)
- Robert (1332)

## Công tước Durazzo (1332–1368)

### Nhà Angevin
- John (1332–1336)
- Charles (1336–1348)
- Joanna (1348-1368)
  - Louis (1365–1368), ở bên phải vợ mình.

## Công tướcValona(1332–1417)

### Nhà Shishman
- John Komnenos Asen (1332–1363)
- Alexander Komnenos Asen (1363–1372)
- Komnena (1372–1395)
- Ruzhina (1395–1417)

## Vương công Berat (1335–1444)
- Andrea II Muzaka (1335–1372)
- Teodor I Muzaka (1372–1389)
- Teodor II Muzaka (1389–1417)
- Teodor III Muzaka (1417–1444)

## Despotes xứ Angelokastron và Lepanto (1358–1374)
- Gjin Bua Shpata (1358–1374)

## Despotes xứ Arta (1358–1416)

### Nhà Losha
- Pjeter Losha (1358–1374)

### Nhà Shpata
- Gjin Bua Shpata (1374–1399)
- Muriq Shpata (1399–1415)
- Jakup Shpata (1415–1416)

## Vương công Albania (1368–1444)
Gia tộc Thopia
- Karl Topia (triều đại đầu tiên) (1368–1382)
- Karl Topia (triều đại thứ hai) (1385–1387)
- Gjergj Topia (1387–1392)
- Andrea Topia (1443–1444)

## Vương công Gjirokastër (1386–1416)
- Gjon Zenebishi (1386–1416)

## Vương công Dukagjini (1387–1444)
- Pal I Dukagjini và Leka I Dukagjini (1387–1393)
- Tanush Dukagjini (1393–1438)
- Pal II Dukagjini (1438–1444)

## Vương công Kastrioti (1389–1444)
- Gjon Kastrioti (1389–1417)
- Gjergj Kastrioti (1443–1444)

## Vương công Albania (1444–1479)
Kastrioti
- George Kastrioti Skanderbeg (1444–1468)

Gia tộc Dukagjini
- Lekë Dukagjini (1468–1479)

## Vương công Albania đương đại (1914)

### Nhà Wied
| # | Tên gọi | Hình ảnh    | Năm sinh năm mất                                                                            | Từ                 | Đến                                                         | Hôn nhân                                          | Quyền thừa kế |
| - | ------- | ----------- | ------------------------------------------------------------------------------------------- | ------------------ | ----------------------------------------------------------- | ------------------------------------------------- | ------------- |
| 1 | William | không khung | 26 tháng 3 năm 1876 Neuwied (Đế quốc Đức) – 18 tháng 4 năm 1945 Predeal (Romania) (69 tuổi) | 7 tháng 3 năm 1914 | 3 tháng 9 năm 1914 (de facto) 31 tháng 1 năm 1925 (de jure) | Công chúa Sophie 30 tháng 11 năm 1906 [2 đứa con] |               |

### Người đứng đầu nhà Wied (1914–1973, không trị vì)
| # | Tên gọi      | Hình ảnh    | Năm sinh năm mất                                                                              | Từ                  | Đến                 | Hôn nhân                                            | Quyền thừa kế        |
| - | ------------ | ----------- | --------------------------------------------------------------------------------------------- | ------------------- | ------------------- | --------------------------------------------------- | -------------------- |
| 1 | William      | không khung | 26 tháng 3 năm 1876 Neuwied (Đế quốc Đức) – 18 tháng 4 năm 1945 Predeal (Romania) (69 tuổi)   | 3 tháng 9 năm 1914  | 18 tháng 4 năm 1945 | Công chúa Sophie 30 tháng 11 năm 1906 [2 đứa con]   |                      |
| 2 | Carol Victor |             | 19 tháng 5 năm 1913 Potsdam (Vương quốc Phổ) – 8 tháng 12 năm 1973 Munich (Tây Đức) (60 tuổi) | 18 tháng 4 năm 1945 | 8 tháng 12 năm 1973 | Công chúa Eileen 8 tháng 9 năm 1966 [không con cái] | Con trai của William |

## Vua Albania (1928–1939)

### Nhà Zogu
| # | Tên gọi | Hình ảnh | Năm sinh năm mất                                                                                      | Từ                 | Đến                | Hôn nhân                                     | Quyền thừa kế |
| - | ------- | -------- | --- | ------------------ | ------------------ | -------------------------------------------- | ------------- |
| 1 | Zog I   |          | 8 tháng 10 năm 1895 Lâu đài Burgajet (Đế quốc Ottoman) – 9 tháng 4 năm 1961 Suresnes (Pháp) (65 tuổi) | 1 tháng 9 năm 1928 | 7 tháng 4 năm 1939 | Nữ vương Geraldine Tháng 4, 1938 [1 đứa con] |               |

### Người đứng đầu nhà Zogu (1939–nay, không trị vì)
| # | Tên gọi | Hình ảnh    | Năm sinh năm mất                                                                                      | Từ                   | Đến                  | Hôn nhân                                     | Quyền thừa kế       |
| - | ------- | ----------- | --- | -------------------- | -------------------- | -------------------------------------------- | ------------------- |
| 1 | Zog I   |             | 8 tháng 10 năm 1895 Lâu đài Burgajet (Đế quốc Ottoman) – 9 tháng 4 năm 1961 Suresnes (Pháp) (65 tuổi) | 7 tháng 4 năm 1939   | 9 tháng 4 năm 1961   | Nữ vương Geraldine Tháng 4, 1938 [1 đứa con] |                     |
| 2 | Leka I  |             | ngày 5 tháng 4 năm 1939 Tirana – 30 tháng 11 năm 2011 Tirana (aged 72)                                | 9 tháng 4 năm 1961   | 30 tháng 11 năm 2011 | Thái tử phi Susan 1975 [1 đứa con]           | Con trai của Zog I  |
| 3 | Leka II | không khung | 26 tháng 3 năm 1982 Johannesburg (Nam Phi)                                                            | 30 tháng 11 năm 2011 | Hiện nay             |                                              | Con trai của Leka I |

## Thời kỳ Ý chiếm đóng(1939–1943)

### Nhà Savoy
| # | Tên gọi               | Hình ảnh | Năm sinh năm mất                                                                 | Từ                  | Đến                | Hôn nhân                                        | Quyền thừa kế |
| - | --------------------- | -------- | -------------------------------------------------------------------------------- | ------------------- | ------------------ | ----------------------------------------------- | ------------- |
| 1 | Vittorio Emanuele III |          | 11 tháng 11 năm 1869 Napoli – 28 tháng 12 năm 1947 Alexandria (Ai Cập) (78 tuổi) | 16 tháng 4 năm 1939 | 8 tháng 9 năm 1943 | Nữ vương Elena 24 tháng 10 năm 1896 [5 đứa con] |               |